# レ・ミゼラブル 少女コゼット オリジナルサウンドトラック
『レ・ミゼラブル 少女コゼット オリジナルサウンドトラック』（レ・ミゼラブル しょうじょコゼット オリジナルサウンドトラック）は、テレビアニメ『レ・ミゼラブル 少女コゼット』のサウンドトラック。2007年5月23日から2008年1月9日までインデックス ミュージックから発売された。

## Vol.1

### 概要
- テレビアニメ『レ・ミゼラブル 少女コゼット』のサウンドトラック。
- CDジャケットには、コゼット、ジャン・ヴァルジャン、ファンティーヌ、ジャヴェール、エポニーヌ、ガヴローシュ、シュシュが描かれている。
- 音楽は、松尾早人が担当している。

### 収録曲
1. 世界名作劇場タイトル
2. 風の向こう（TV Size）
歌：斉藤由貴
作詞：斉藤由貴 / 作曲：いしいめぐみ / 編曲：澤近泰輔
オープニングテーマ
3. ファンティーヌとコゼット
4. モンフェルメイユ村へ
5. サブタイトルI
6. 少女コゼット
7. テナルディエ
8. ファンティーヌの迷い
9. 旅路の果て
10. アイキャッチI
11. モントルイユ・シュル・メール
12. 突然の出会い
13. アランとマドレーヌ市長
14. ジャン・ヴァルジャンの秘密
15. エポニーヌはいじわる
16. 優しいガヴローシュ
17. シュシュ
18. いたずらシュシュ
19. コゼットとガヴローシュ
20. お母さんの子守歌
21. サブタイトルII
22. ひとりぼっちのコゼット
23. ワーテルロー亭の生活
24. エポニーヌの嫉妬
25. 世間の無常
26. ジャヴェールの追求
27. 疑念
28. 危険な賭け
29. アイキャッチII
30. 子供たちの小舞曲
31. 夕暮れの街
32. 悲しい別れ
33. ジャン・ヴァルジャンの決意
34. 市長の告白
35. 厳戒態勢
36. 道はつづくよ・・・
37. ma maman（私のお母さん）（TV Size）
歌：斉藤由貴
作詞：斉藤由貴 / 作曲・編曲：澤近泰輔
エンディングテーマ
38. 予告

## Vol.2

### 概要
- テレビアニメ『レ・ミゼラブル 少女コゼット』のサウンドトラック。
- CDジャケットには、コゼット、ジャン・ヴァルジャン、マリウスが描かれている。
- 音楽は、松尾早人が担当している。

### 収録曲
1. ma maman（私のお母さん）
歌：斉藤由貴
作詞：斉藤由貴 / 作曲・編曲：澤近泰輔
エンディングテーマ
2. 時は流れて…
3. 修道院の日々
4. 穏やかな日々
5. 追手の影
6. 危険な逃亡
7. 包囲網
8. 懐かしい場所
9. パリの空の下
10. パトロン・ミネット
11. テナルディエ、ふたたび
12. 恋人たちのパリ
13. 夢見るコゼット
14. 平穏な一時
15. マリウスの悩み
16. 傷ついた心
17. ガヴローシュの決意
18. ABCの友
19. ラマルク将軍
20. エポニーヌの恋
21. 届かぬ思い
22. マリウスの演説
23. 不穏な空気
24. 革命の夜
25. ジャン・ヴァルジャンの葛藤
26. 彷徨う魂
27. 時は来たれり
28. 決起
29. 打ち砕かれた希望
30. ジャヴェールの信念
31. ジャンとジャヴェール
32. 虐げられた人々
33. 革命の嵐
34. 炎のバリケード
35. 救えなかった命
36. ジャヴェールの改心
37. 懺悔
38. 清らかな時間
39. 結婚式
40. 主の御許へ
41. 風の向こう
歌：斉藤由貴
作詞：斉藤由貴 / 作曲：いしいめぐみ / 編曲：澤近泰輔
オープニングテーマ